# Moacyr José Vitti

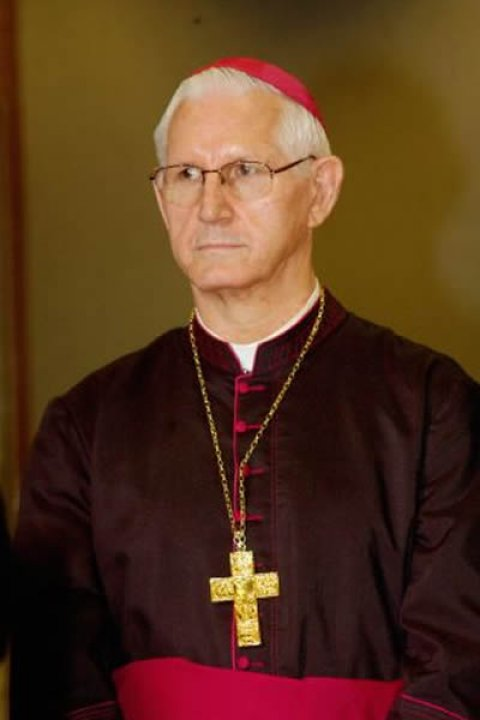
Moacyr José Vitti als Erzbischof von Curitiba

Moacyr José Vitti CSS (* 30. November 1940 in Piracicaba; † 26. Juni 2014 in Curitiba) war ein brasilianischer Ordensgeistlicher und römisch-katholischer Erzbischof von Curitiba.

## Leben

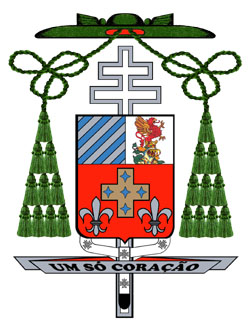
Erzbischofswappen

Moacyr José Vitti trat am 17. Januar 1953 der Ordensgemeinschaft der Stigmatiner bei und studierte Philosophie und Theologie in Ribeirão Preto und in Campinas. Er legte am 9. März 1960 die Profess ab und empfing am 16. Dezember 1967 in der Capela da Santíssima Trindade in Campinas die Priesterweihe. Er war zunächst in seinem Orden tätig, zuletzt als Provinzial im Bundesstaat São Paulo. 1973 wechselte er als Vize-Generaldirektor der Kongregation der Stigmatiner nach Rom. Parallel absolvierte er ein Doktoratsstudium zum Dr. theol. am Angelicum in Rom. Anschließend war er Provinzial in Santa Cruz, Brasilien.
Papst Johannes Paul II. ernannte ihn am 12. November 1987 zum Weihbischof in Curitiba und Titularbischof von Sita. Der Erzbischof von Curitiba, Pedro Antônio Marchetti Fedalto, spendete ihm am 3. Januar des nächsten Jahres in Americana die Bischofsweihe; Mitkonsekratoren waren Lucas Moreira Neves OP, Erzbischof von São Salvador da Bahia, und Hélio Paschoal CSS, Bischof von Livramento de Nossa Senhora. Als Wahlspruch wählte er UM SÓ CORAÇÃO. Die Amtseinführung fand erst mehr als ein Jahr später, am 1. März 1989, statt.
Am 15. Mai 2002 ernannte ihn Papst Johannes Paul II. zum Bischof von Piracicaba. Am 19. Mai 2004 wurde er zum Erzbischof von Curitiba ernannt und am 18. Juni desselben Jahres in das Amt eingeführt. Moacyr José Vitti starb am 26. Juni 2014 nach einem Herzinfarkt im Bischöflichen Haus von Curitiba.